# MediaPortal
MediaPortal ist ein freies Media Center und beinhaltet einen persönlichen Videorekorder (PVR), einen Video- und Musikspieler, eine Diashow und viele weitere Funktionen, wie Wettervorhersage oder das Abrufen von Trailern oder Musikvideos aus dem Internet. MediaPortal ist eines von wenigen Windows-basierten quelloffenen Mediacenter-Programmen.
Media Portal kann eine große Zahl unterhaltungsrelevanter Funktionen, ähnlich denen einer speziellen PVR-Anlage, wie Fernsehbilder aufnehmen, pausieren und zurückspulen, durchführen. Zu den weiteren Funktionen zählen das Anschauen von Videos, das Hören von Musik mit dynamischen Wiedergabelisten, die auf den Daten von Last.fm basieren, integrierte Spiele, das Aufnehmen des aktuellen Radioprogramms, sowie das Anschauen von Bildern als Diashow. MediaPortal besitzt ein Plug-in-System, welches eine persönliche Erweiterung des Media Centers ermöglicht.
Im Februar 2004 startete Erwin Becker das Media-Center-Projekt, nachdem er sich aus dem Entwicklerteam vom Xbox-Media-Center-Projekt (XBMC) verabschiedet hatte.

## Funktionen

### Fernsehen

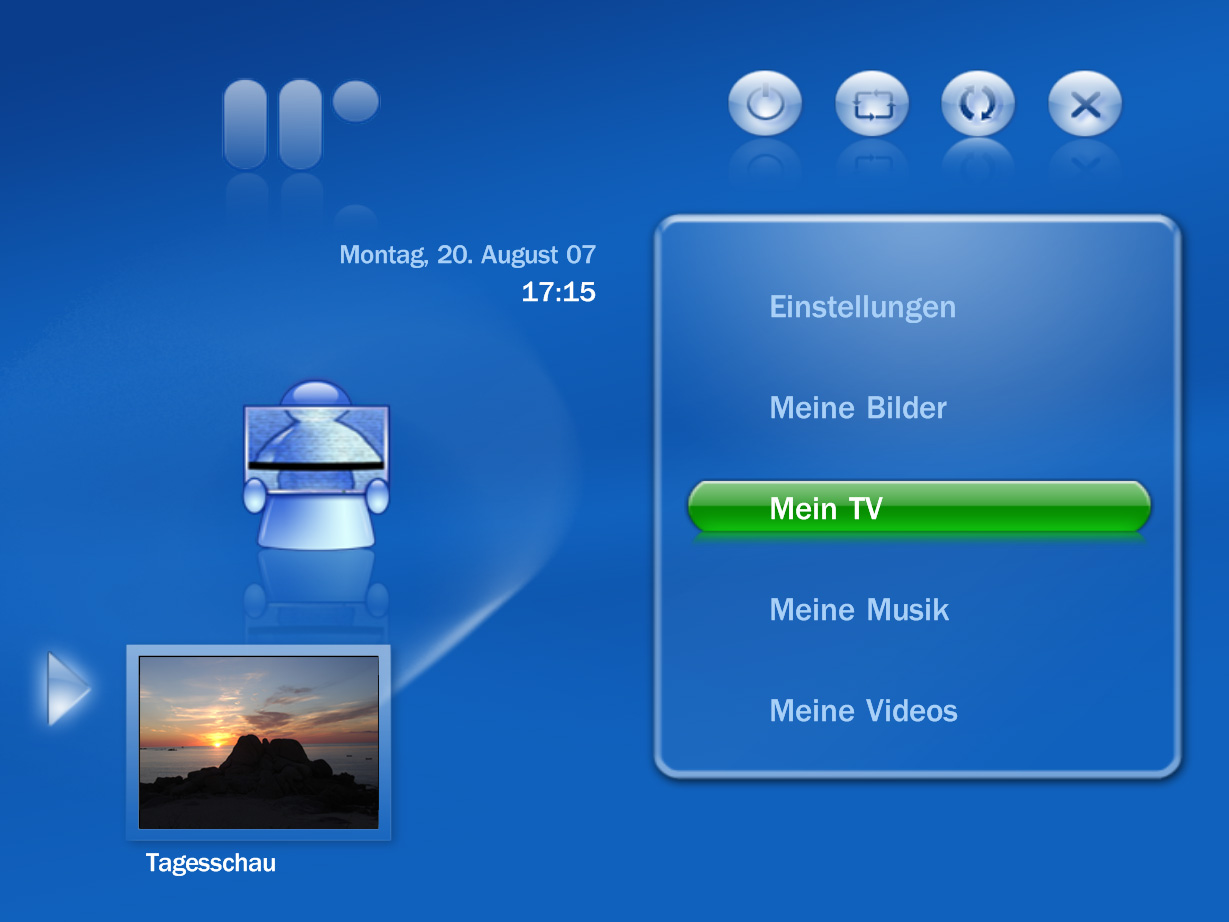
Der ältere BlueTwo-Startbildschirm

Zu den elementaren Funktionen des MediaPortals zählt der Fernsehempfang. Über den Funktionsumfang eines normalen Empfängers hinaus kann das MediaPortal Sendungen aufzeichnen und abspielen sowie Videotext und eine elektronische Programmzeitschrift (kurz EPG) anzeigen. Mit Hilfe des EPG lassen sich Sendungen mit wenigen Klicks aufzeichnen.
Da MediaPortal einen TV-Server enthält, kann dieser den Computer ggf. aus dem Stand-by-Zustand aufwecken und programmierte Sendungen automatisch auf der Festplatte aufzeichnen.
Für die Aufzeichnungen wird ab der Version 1.1.0 das Transport-Stream-Format (mit der Dateiendung *.ts) verwendet.

### Videos & Musik
Ein weiteres wichtiges Merkmal ist die Verwaltung einer digitalen Video- und Musiksammlung. Dabei können zu Filmen sowie auch zu Musikstücken Informationen, wie Beschreibung, Benutzerwertung, Bilder etc., aus der internationalen oder deutschen Filmdatenbank abgerufen und angezeigt werden.

### Serien
Die Verwaltung von aufgezeichneten oder von DVD kopierten Fernsehserien gehört zwar nicht zu den Kernfunktionen von MediaPortal, jedoch zählt „MP-TVSeries“ mit ca. 75.000 Abrufen zu den am weitesten verbreiteten Plug-ins für MediaPortal. Das Plug-in ruft von thetvdb.com Informationen zu allen Folgen einer Serie ab (sofern diese nicht in Deutsch vorhanden sind, werden automatisch die englischen Beschreibungen verwendet).

### Bilder
Die Fotoverwaltung von MediaPortal beinhaltet verschiedene Ansichten, Diashows mit lokaler Hintergrundmusik oder Radio, Zoom, Drehen und andere Effekte. Eine bequeme Verwaltung der Alben mit der Fernbedienung soll möglich sein.

### Radio
Neben der Möglichkeit, Radio z. B. über DVB-S zu empfangen, kann Mediaportal auch mit Internet-Streams umgehen.

### Erweiterungen
MediaPortal bietet ein umfassendes Plug-In-System. Man kann diese von Freiwilligen entwickelten Erweiterungen entweder über die Downloadseite von MediaPortal oder mit Hilfe des MediaPortal Extension Manager herunterladen und installieren, wobei noch nicht alle Erweiterungen für den MPI zur Verfügung stehen. Besonders großer Beliebtheit erfreuen sich dabei Änderungen der Benutzeroberfläche (engl.: „skins“), die Verwaltung von Serien und Filmen sowie Senderlogos für den Fernsehbetrieb.

## Anforderungen

### Minimale Systemvoraussetzungen
- 1,4-GHz-Prozessor oder mehr
- 256 MB RAM
- 200 MB freier Festplattenspeicher
- Windows Vista, Windows 7, Windows 8 … Windows XP mit SP3, Windows XP Media Center Edition 2005 bis Version 1.4.0
- Microsoft .NET Framework Version 3.5 SP1
- Windows Media Player 11 oder neuer
- DirectX 9 oder neuer
- DirectX 9 kompatible Grafikkarte mit mindestens 128 MB Video-Speicher
- TV-Karte (für TV-Funktionen benötigt)
- 12 GB oder mehr freier Festplattenspeicher für (zeitversetzte) Aufnahmen

### Minimale Systemvoraussetzungen für HDTV
Wie Minimale Systemvoraussetzungen, aber mindestens
- 2,8-GHz-Prozessor
- 512 MB RAM

### Empfohlene Systemvoraussetzungen für HDTV
Wie Minimale Systemvoraussetzungen für HDTV, aber mindestens
- 2,4-GHz-Prozessor bei Grafikkarte mit Hardware-Decodierung von H.264 und VC-1 (siehe dazu: Nvidia PureVideo HD und ATI Avivo)
- 3-GHz-Prozessor bei Grafikkarte ohne Hardware-Decodierung
- 1 GB RAM